# L'Arc~en~Ciel
L'Arc~en~Ciel (ラルク アン シエル?, Raruku an Shieru) (L'Arc o Laruku per i fan) è uno dei gruppi musicali più di successo del panorama musicale nipponico. Formatosi nel 1991 a Osaka, i membri del gruppo sono Hyde come cantante, Tetsuya (fino al dicembre del 2009 conosciuto con il nome "tetsu"), fondatore del gruppo, al basso, Ken alla chitarra e Yukihiro alla batteria.

## Storia

### Nascita
Nel febbraio 1991 il bassista Tetsuya Ogawa (Tetsu), successivamente leader del gruppo, forma una band chiamata L'Arc~en~Ciel (scelto da Tetsu dopo avere visto la parola leggendo delle riviste) insieme al cantante Hyde (nome presunto: Hideto Takarai), al chitarrista Hiro e al batterista Pero. Dopo un anno, durante il quale crescono di notorietà nella loro città di Osaka, il 22 giugno 1992 Hiro lascia il gruppo, seguito da Pero (il 30 dicembre dello stesso anno); per sostituire i due, Tetsu convince l'amico Ken Kitamura (ken) ad abbandonare gli studi universitari di architettura e a entrare nella band come chitarrista. Tetsu decide quindi di assumere un nuovo batterista, Yasunori Sakurazawa (Sakura), dopo averlo visto suonare più volte.

### I primi album
Il 1º aprile 1993 il gruppo pubblica il suo primo album DUNE per l'etichetta indipendente Danger Crue. L'album ha molto successo e scala fino al primo posto la classifica degli album indipendenti Oricon, suscitando l'attenzione di alcune importanti case. Nel 1994 i L'Arc~en~Ciel firmano un contratto con la Ki/oon (Sony), pubblicando nello stesso anno il loro secondo album, Tierra (spagnolo per "Terra").

### L'arresto di Sakura
Nonostante la velocissima scalata verso la celebrità la band avrebbe affrontato un'altra perdita che ne avrebbe potuto causare lo scioglimento. Nel 1997 Sakura viene arrestato per possesso di droga (alcuni dicono fosse eroina, altri metanfetamina; non ci sono prove per queste due possibilità, si sa solo che si trattava di una non meglio specificata droga) e il 4 ottobre 1997 il gruppo sospende ufficialmente le attività. Questo è il momento più oscuro nella storia dei Laruku. Quando la notizia dell'arresto di Sakura diviene pubblica la loro popolarità scende rapidamente. I loro CD vengono rimossi dagli scaffali e le loro canzoni usate come sigle TV vengono rapidamente sostituite (come the Fourth Avenue Cafe, sigla di Rurouni Kenshin, che viene immediatamente sostituita dall'ex-sigla Heart of Sword dopo soli sei episodi di messa in onda). Non si ha nessun segnale di attività del gruppo e il loro successivo singolo the Fourth Avenue Cafe viene posticipato.

### Scioglimento e ritorno in scena
I mesi successivi rappresentarono per il gruppo un periodo estremamente incerto. Continuano ad apparire nelle riviste, ma solo come un trio. Creano una cover band chiamata The Zombies ed eseguono delle cover delle loro stesse canzoni. Eseguono anche cover di artisti come Marilyn Manson e i Nirvana. Il ritorno in scena viene sancito dal concerto Reincarnation 97 Live, tenutosi al Tokyo Dome, con il nuovo batterista yukihiro (Yukihiro Awaji, ex-batterista degli ZI:KILL e dei DIE IN CRIES). Gli spettatori del primo concerto furono 56.000 e i posti vennero esauriti nel giro di quattro minuti (attuale tempo record per il Tokyo Dome).
Nel 1997 viene pubblicato 「虹」 (Niji — Arcobaleno), il primo singolo dopo l'abbandono di Sakura, con Yukihiro elencato come membro di supporto. Non molto tempo dopo la pubblicazione del singolo, Yukihiro viene ingaggiato come batterista ufficiale dei L'Arc~en~Ciel e il gruppo ritorna insieme.
Nel 1998 pubblicano HEART che contiene il singolo Winter Fall, il loro primo singolo che si posiziona al numero uno della classifica musicale giapponese, Oricon.

### I progetti degli anni 1999-2000
Negli anni immediatamente seguenti i L'Arc~en~Ciel pubblicano tre nuovi album. Ark e Ray vengono pubblicati contemporaneamente il 1º luglio 1999 e diventano i primi album giapponesi a essere pubblicati in contemporanea in molti altri paesi asiatici. Tutti e due raggiungono la vetta della classifica musicale Oricon, con Ark al primo posto e Ray al secondo. L'uscita di Ark e Ray segna il momento più alto della carriera del gruppo (ciascuno dei due album vendette oltre due milioni di copie). Nel 2000 segue REAL, rimasto per un po' di tempo l'ultimo CD contenente materiale nuovo: seguono infatti una lunga serie di compilation e remix album. L'ultima canzone dei Laruku prima di una nuova interruzione, "Spirit dreams inside", viene usata come sigla di coda del film Final Fantasy: The Spirits Within.

### Progetti solisti
Dopo "Spirit dreams inside" i lavori del gruppo vengono interrotti e i suoi membri iniziano a lavorare per vari progetti solisti. hyde pubblica due album come solista (Roentgen e 666, con il nome HYDE) e ottiene un ruolo da protagonista nel film Moon Child insieme al famoso solista giapponese Gackt. Inoltre Hyde interpreta la parte di Adam nel film Kagen no tsuki, basato sull'omonimo manga pubblicato anche in Italia con il titolo di Ultimi raggi di luna. Ken fonda i Sons of All Pussys con Sakura, l'ex-batterista dei L'Arc~en~Ciel. Tetsu diventa TETSU69 mentre Yukihiro si unisce agli acid android. Nel 2001 viene pubblicata la famosa compilation Clicked Singles Best 13, contenente dodici canzoni scelte dai fan tramite un apposito sondaggio online e una tredicesima, "Anemone", l'unico lavoro nuovo del gruppo durante questo intervallo durato qualche anno.

### Il secondo ritorno
Nel giugno del 2003 i L'Arc~en~Ciel sorprendono tutti con i Shibuya Seven Days, una serie di sette concerti a Tokyo, durante i quali annunciano la pubblicazione di un nuovo album nell'anno seguente. Nel febbraio del 2004 esce, dopo più di tre anni, il nuovo singolo "READY STEADY GO", che si piazza al primo posto nella classifica Oricon e viene utilizzato come sigla di testa del famoso anime Fullmetal Alchemist. A marzo viene pubblicato un altro singolo, "瞳の住人" ("Hitomi no Juunin"), che ottiene lo stesso successo del precedente. Infine il 31 marzo arriva il nuovo (e lungamente atteso) album SMILE. Il 2 giugno 2004 vengono presentati, insieme al singolo 自由への招待 ("Jiyuu e no Shoutai"), i P'UNK~EN~CIEL, una versione del gruppo leggermente modificata (come i D'ARK~EN~CIEL, un'altra versione modificata del gruppo comparsa per breve tempo nel 1996). Sotto questo nome pubblicano il singolo "milky way". In passato, i P'UNK~EN~CIEL suonano dal vivo una versione remixata di "Round and Round".

### Il concerto negli Stati Uniti
Il 31 luglio 2004 i L'Arc~en~Ciel debuttano negli Stati Uniti d'America con un concerto nell'ambito della manifestazione Otakon, tenuta annualmente a Baltimora, Maryland. Il concerto viene visto da circa 12.000 persone e si tiene (per la prima volta nella storia degli ospiti musicali della Otakon) in un luogo esterno alla convention: la 1st Mariner Arena, vicino al Baltimore Convention Center.
Il 31 maggio 2005 la Tofu Records, etichetta americana per Sony Music Japan, pubblica il DVD di questo concerto con il nome Live in U.S.A..

### AWAKEe prima parte del 2005
Nel 2005 il gruppo pubblica molti singoli, tra cui "Killing Me", "New World", e "Jyojyoushi". Questi ultimi vengono inclusi nell'ultimo album AWAKE, uscito il 22 giugno e contenente dodici tracce, inclusa "LOST HEAVEN" (sigla di coda del film di Fullmetal Alchemist).
Nell'agosto 2005 la band intraprende l'AWAKE Tour, con date solo in Giappone. Il tour è caratterizzato da sentimenti pacifisti che riflettono i testi di alcune canzoni dell'album. Un momento particolarmente toccante è rappresentato dallo spiegamento di una grandissima bandiera bianca con al centro il simbolo della pace, durante "NEO UNIVERSE". Altri momenti memorabili sono una donna sospesa e le acrobazie durante "Ophelia".
I costumi usati da Hyde durante il concerto, (peraltro lontani da quelli usati dai Laruku nel periodo visual kei) hanno sollevato qualche battibecco tra i fan. L'uniforme neo-nazista e le vesti papali utilizzate durante la performance di "REVELATION" rappresentavano commenti molto forti sulla società, mai visti in nessun altro concerto della band.
Hyde spiegò durante l'MC all'Osaka Jo Hall del 2005.08.20, che l'uniforme indossata durante la canzone AS ONE serviva come contrasto al messaggio pacifista della stessa, essendo la guerra un ostacolo alla pace. Con lo stesso concetto, l'uso di vesti papali durante la canzone REVELATION dove le liriche sottolineano l'egoismo umano indicavano nella figura religiosa un simbolo di pace. In nessuna intervista o MC è stato mai fatto diretto riferimento ad alcuna chiesa.
Dopo che i L'Arc~en~Ciel pubblicarono l'album AWAKE, uscì il nuovo singolo "Link" il 20 luglio, anch'esso inserito in Fullmetal Alchemist.
All'AWAKE Tour giapponese segue il tour ASIALIVE 2005, con tappe in Corea del Sud (Seul), Cina (Shanghai) e finale in Giappone, al Tokyo Dome.

### Seconda parte del 2005 e 2006
Dopo i due tour AWAKE e ASIALIVE 2005 i membri dei L'Arc~en~Ciel tornano a dedicarsi ai loro progetti solisti. Tetsu comincia a registrare con il nuovo gruppo Creature Creature. Yukihiro si riunisce agli acid android, che pubblicano il singolo "Let's Dance" (5 aprile 2006). Gli acid android si uniscono ai Mucc, un altro gruppo rock giapponese e nell'aprile del 2006 tengono due concerti a Shanghai.
HYDE compone la musica per "Glamorous Sky", colonna sonora dell'attesissima versione cinematografica del manga Nana, nelle sale dal 31 luglio 2005 (dove, tra l'altro, la parte di Nana Osaki viene interpretata dalla cantante j-pop Mika Nakashima; inoltre questa è la prima volta che HYDE compone una musica per un altro artista. Pubblica singoli come "COUNTDOWN" (sigla di coda della versione giapponese del film Stealth, uscito il 5 ottobre 2005) e "SEASON'S CALL" (canzone di apertura dell'anime Blood+, in onda dal 22 febbraio 2006). Entrambi scalano la classifica Oricon fino al primo posto. Il 26 aprile 2006 HYDE pubblica in Giappone il suo nuovo album solista, FAITH, accompagnato da un tour giapponese di cinque mesi (tra aprile e agosto 2006). Dopo avere firmato un contratto con la Tofu Records vengono programmati quattro piccoli concerti negli Stati Uniti, precisamente a San Francisco e ad Anaheim. HYDE debutta negli Stati Uniti nel luglio 2006: è il primo progetto solista dei L'Arc~en~Ciel a diventare internazionale.
Il 25 e 26 novembre 2006 i L'Arc~en~Ciel tengono due concerti al Tokyo Dome per festeggiare il loro quindicesimo anniversario, chiamati 15th L'Anniversary Live. Alcune settimane prima viene creato un sondaggio sul sito ufficiale che permette ai fan di scegliere quali canzoni avrebbero voluto che fossero inserite nella scaletta. Il concerto è stato mandato in onda il 23 dicembre 2006 sul canale satellitare giapponese WOWOW e l'8 febbraio 2007 su MTV Corea.

### Il 2007
Il 14 marzo arriva il nuovo singolo di Tetsu, "Can't stop believing", che si piazza al quarto posto della Oricon Chart. Il 30 maggio è stato pubblicato il loro singolo "SEVENTH HEAVEN" (piazzatosi anche questo al primo posto della Oricon Chart) mentre la canzone "SHINE" è la sigla di testa dell'anime 精霊の守り人 - Seirei no Moribito. L'11 giugno parte il tour L'Arc~en~Ciel Tour 2007 『Are you ready? 2007 fire the heart again!』, che vede i Laruku impegnati in 34 serate sparse per tutto il Giappone. Il 29 agosto è stato pubblicato il singolo "My Heart Draws a Dream", usato in uno spot televisivo della casa automobilistica Subaru. "My Heart Draws a Dream" ha anche raggiunto il primo posto nella classifica settimanale Oricon. "Daybreak's Bell" (10 ottobre) è usata come prima sigla di apertura dell'anime Mobile Suit Gundam 00. Tra il 14 novembre e il 25 dicembre è stata disponibile un'edizione limitata del singolo "Hurry Xmas", mentre l'album Kiss (prima posizione nella classifica Oricon) è stato pubblicato il 21 novembre. Inoltre il 12 settembre è stato pubblicato il DVD del 15th L'Anniversary Live e a dicembre la raccolta di videoclip Chronicle 3.
Il tour THEATER OF KISS si è svolto dal 22 dicembre 2007 al 17 febbraio 2008.

### 2008: lo sbarco in Europa
Il 2 aprile escono il singolo "DRINK IT DOWN" (usato nel videogioco per PlayStation 3 e Xbox 360 "Devil May Cry 4") e il DVD del concerto a Okinawa Are you ready? 2007 Mata Heart ni Hi wo Tsukero!. Alla fine di gennaio i Laruku annunciano il tour L'7 ~Trans ASIA via PARIS~ che, come si evince dal titolo, fa tappa a Parigi il 9 maggio: per la prima volta dalla loro fondazione, i L'Arc~en~Ciel tengono un concerto in Europa. Il concerto parigino viene inoltre trasmesso in diretta in 5 sale cinematografiche sparse per tutto il Giappone.
Al termine del tour, il gruppo annuncia che non ci saranno più concerti fino al 2011, anno in cui ricorre il 20º anniversario della fondazione del gruppo. Da questo momento, i vari membri si dedicano ai loro progetti solisti.
Il 27 agosto viene pubblicato il singolo "NEXUS 4 / SHINE" ("NEXUS 4" viene usata come colonna sonora in una pubblicità della casa automobilistica Subaru), mentre "Hurry Xmas" viene riproposto dal 26 novembre, con annesso un DVD contenente il video della canzone.

### 2009
Il 25 febbraio esce CHRONICLE 4, raccolta dei videoclip dei singoli da "SEVENTH HEAVEN" a "SHINE", mentre alla fine dello stesso mese i Laruku annunciano l'uscita di 2 cofanetti (ognuno composto da 2 DVD) relativi al tour L'7 ~Trans ASIA via PARIS~: il primo, chiamato DOCUMENTARY FILMS, svela i dietro le quinte della data parigina del tour, mentre il secondo, chiamato LIVE IN PARIS, contiene la registrazione dell'intero concerto; il primo cofanetto esce il 25 marzo, mentre il secondo il 20 maggio.
Il 1º dicembre i L'Arc~en~Ciel rivelano un nuovo singolo, "BLESS" (canzone usata dalla TV NHK come colonna sonora delle Olimpiadi invernali di Vancouver), uscito il 27 gennaio 2010 sia in edizione limitata con DVD che in edizione standard. Lo stesso giorno Tetsu annuncia di avere cambiato nome: d'ora in poi si chiamerà tetsuya (scritto in minuscolo nei lavori con il gruppo, mentre tutto in lettere maiuscole per i lavori da solista) e pubblica il suo primo libro.

### 2010
Durante il 2010 i L'arc~en~Ciel suonano solo per la presentazione del loro ultimo singolo Bless il 2010.01.30 al Music Fighter. Eseguono e registrano inoltre una cover della famosa canzone I Love Rock n' Roll per promuovere la bevanda della Pepsi. Il gruppo per quest'anno è in pausa e ognuno si dedica alla carriera solista: hyde, nei VAMPS, pubblica l'album BEAST e segue una tournée che lo porta dapprima attorno al Giappone e da ottobre iniziano il loro primo tour mondiale che tocca Asia, Europa e America; tetsuya pubblica i singoli Roulette e successivamente Looking For Light; Ken pubblica il mini album The Party (2010.08.04); Yukihiro, durante un Live dei VAMPS, è stato invitato a duettare con hyde, e con il suo gruppo Acid Android esegue concerti per il Giappone.
Successivamente viene pubblicato nel sito del gruppo la data 31 dicembre 2010 come fine della loro pausa e da settembre aprirà la vendita dei biglietti per il concerto di fine anno chiamato L'HAPPY NEW YEAR. Il 2011 è l'anno del 20º anniversario del gruppo.

### 2011
A maggio appare il video del nuovo singolo GOOD LUCK MY WAY, la cui uscita è prevista per il 29 giugno e farà da colonna sonora al nuovo film del famoso anime Full Metal Alchemist. Escono nel frattempo le informazioni sulle date del nuovo tour 20th L'Anniversary Tour, che toccherà città come Hong Kong, Shanghai, Taipei, Bangkok, Londra, Parigi e Tokyo.

## Formazione
- Hyde - voce; armonica a bocca, chitarra ritmica (raramente), sax; (solista: HYDE, VAMPS)
- Tetsuya - basso, seconda voce (solista: TETSUYA)
- Ken - chitarra (solista: S.O.A.P., Ken)
- Yukihiro - batteria (solista: acid android)

### Ex componenti
- Hiro - chitarra (1991-1992)
- Pero - batteria (1991-1992)
- Sakura - batteria (1992-1997)

### D'ARK~EN~CIEL
- DARK TETSU - voce
- HYDE DARK - chitarra
- SUCK-D'ARK-LA - basso
- KEN D'ARK - batteria

### P'UNK~EN~CIEL
- TETSU P'UNK - voce
- HYDE P'UNK - chitarra e voce
- YUKI P'UNK - basso
- KEN P'UNK - batteria

## Discografia
- Dune (27 aprile 1993)
- Tierra (14 luglio 1994)
- Heavenly (1º settembre 1995)
- True (12 dicembre 1996)
- Heart (25 febbraio 1998)
- Ark (1º luglio 1999)
- Ray (1º luglio 1999)
- Real (30 agosto 2000)
- SMILE (31 marzo 2004)
- Dune 10th Anniversary Edition (21 aprile 2004)
- Awake (22 giugno 2005)
- Kiss (21 novembre 2007)
- Butterfly (8 febbraio 2012)